# Oxyethira incana
Oxyethira incana is een schietmot uit de familie Hydroptilidae. De soort komt voor in het Oriëntaals en Australaziatisch gebied.